# Elminia albiventris
Elminia albiventris là một loài chim trong họ Stenostiridae.